# Vuelo 451 de Helikopter Service
El 8 de septiembre de 1997 el vuelo 451, un Eurocopter AS 332L1 Super Puma, del operador de helicópteros noruego Helikopter Service, se estrelló en el Mar de Noruega, unas 100 millas náuticas (185 km) al noroeste de Brønnøysund, Noruega. La aeronave se encontraba en ruta del aeropuerto de Brønnøysund Brønnøy a Norne, una plataforma flotante de producción almacenamiento y descarga (FPSO). El accidente fue causado por una grieta por fatiga en una canaladura del conector del eje de transmisión de potencia, que finalmente provocó el fallo en la transmisión de potencia. Las doce personas a bordo fallecieron en el accidente.

## Aeronave
La aeronave accidentada fue un helicóptero AS332 L1 Super Puma, fabricado por Eurocopter (ahora Airbus Helicopters), con registro LN-OPG.

## Antecedentes
A las 06:00 a. m. hora local (UTC+2), el vuelo 451 de Helikopter Service despegó del aeropuerto de Brønnøysund con dos pilotos y diez pasajeros, poniendo rumbo a la plataforma petrolífera de Norne propiedad de Statoil. La ruta fue operada a diario por la ausencia de alojamiento en Norne durante el periodo de mayor ajetreo durante la puesta en servicio.

## Accidente
El vuelo discurrió sin incidencias hasta las 06:50:07 horas cuando se iluminó brevemente la luz de exceso de velocidad de motor. El copiloto leyó la información correspondiente de la lista de comprobación de emergencia, antes de continuar su aproximación hasta Norne. A las 06:52:41 la tripulación contactó con la prospección Transoceánica, la plataforma petrolífera que gestionaba las comunicaciones de radio con los helicópteros que aterrizaban en Norne. A las 06:54:42 informaron al ATCC de Bodø que estaban descendiendo por debajo de 2.000 pies, con hora prevista de llegada a las 07:05. Según la grabadora de voz de cabina (CVR), las indicaciones anormales comenzaron a las 06:55:37 antes de que "algo extraño" fuese observado a las 6:55:55. Se escuchó un ruido sordo a las 06:56:30; seguido de un fuerte crujido 1,7 segundos más tarde, perdiendo la tripulación el control sobre el aparato. La tripulación cayó al mar desde una altura de 1.800 pies y todos a bordo fallecieron en el impacto. Los restos se hundieron hasta posarse a una profundidad de 830 metros.
Las doce personas a bordo fallecieron en el accidente.

## Resumen de hallazgos en la investigación
Tras su investigación del accidente, la Oficina Noruega de Investigación de Accidentes (AIBN) concluyó que la causa del accidente fueron las múltiples fracturas por fatiga en el manguito entre el eje bendix y el motor derecho, lo que provocó daños al sistema de protección contra el exceso de velocidad del motor. El manguito se desintegró, afectando al eje de alta velocidad, lo que produjo un exceso de velocidad de la turbina de potencia que a su vez explotó, destruyendo el motor izquierdo cortando los rodamientos de control haciendo el helicóptero incontrolable.
La tripulación no parecía tener suficientes conocimientos sobre los sistemas de control de la aeronave cómo para entender la seriedad de la alarma intermitente de exceso de velocidad, y no se disponía de procedimientos o listas de comprobación que cubriese este escenario.
La AIBN también encontró razones para creer que uno de los acelerómetros del HUMS instalados en la aeronave pudo haber sido capaz de alertar al personal de mantenimiento de los cambios de las vibraciones con tiempo suficiente para evitar el accidente en base a los límites fijados en estos. El análisis retrospectivo de los datos del HUMS mostraron que las vibraciones en la localización dónde el acelerómetro estaba montado estaban por encima de los valores límite antes de que ocurriera el accidente. La regulación del HUMS en helicópteros oceánicos fue una de las recomendaciones en el informe final de la AIBN.